# Allactaga major
El gran jerbo (Allactaga major) es una especie de roedor miomorfo de la familia Dipodidae. Tiene las orejas muy grandes y una cola larga.

## Distribución
Se encuentra en Kazajistán, Rusia, Turkmenistán y Uzbekistán, principalmente en los desiertos.